# Киберли
Кибе́рли (чув. Кӗперлӗ Кӳлхӗрри) — деревня в Вурнарском районе Чувашской Республики. Входит в состав Буртасинского сельского поселения.

## География
Находится в центральной части Чувашии, на расстоянии приблизительно 11 км на запад по прямой от районного центра поселка Вурнары.

## История
Основана в 1928 переселенцами из деревни Кюльхири Вурнарского района. В 1939 было учтено 145 жителей, в 1979—154. В 2002 году был 35 дворов, в 2010 — 26 домохозяйств. В 1932 году был образован колхоз им. Чапаева.

## Население
Постоянное население составляло 74 человека (чуваши 100 %) в 2002 году, 56 в 2010.